# Seznam uměleckých realizací ve veřejném prostoru v Troji
Seznam uměleckých realizací v Troji v Praze 7 a 8 obsahuje tvorbu výtvarných umělců umístěnou ve veřejném prostoru v katastrálním území Troja. Seznam je řazen podle ulic a nemusí být úplný.

## Seznam uměleckých realizací
| Název                                                           | Fotografie                                                                 | Lokace                                                                                       | Autor                                      | Rok        | Popis                                                    | Poznámka                                               |
| --------------------------------------------------------------- | -------------------------------------------------------------------------- | -------------------------------------------------------------------------------------------- | ------------------------------------------ | ---------- | -------------------------------------------------------- | ------------------------------------------------------ |
| Domovní znamení (6)                                             | Kategorie „Domovní znamení (Čimická)“ na Wikimedia Commons                 | Čimická 367/11, 233/13, 257/15, 368/17, 254/19, 353/21 50°7′27,98″ s. š., 14°26′56,68″ v. d. | neuveden                                   | 1955       | domovní znamení, mozaika; prefabrikované skleněné kostky | nad vchody                                             |
| Socha pro atrium základní školy                                 |                                                                            | Glowackého 555/6 50°7′38,94″ s. š., 14°25′41,39″ v. d.                                       | Petr Trmač (*1954)                         | 1985       | socha, vápenec                                           | základní škola, atrium                                 |
| Hrací prvek pro mateřskou školu                                 |                                                                            | Glowackého 549/7 50°7′37,67″ s. š., 14°25′32,68″ v. d.                                       | Stanislav Holý (1943–1998)                 | 1980–1985  | herní prvek, glazovaná keramika                          | mateřská škola, zahrada                                |
| Mládí                                                           | Kategorie „Mládí (Vladimír Koštoval)“ na Wikimedia Commons                 | Hnězdenská 50°7′38,17″ s. š., 14°25′10,62″ v. d.                                             | Vladimír Koštoval (1926–1985)              | 1979       | sousoší, kámen                                           | za OC Krakov                                           |
| Ženské postavy řecké mytologie (†)                              |                                                                            | Lodžská 850/6 50°7′39,01″ s. š., 14°25′5,79″ v. d.                                           | Olbram Zoubek (1926–2017)                  | 1983       | keramické reliéfy                                        | dvorana pošty Praha 81; odstraněno při rekonstrukci    |
| Otisk letu ptáka                                                | Kategorie „Otisk letu ptáka (Josef Klimeš)“ na Wikimedia Commons           | Svídnická 50°7′41,59″ s. š., 14°24′41,36″ v. d.                                              | Josef Klimeš (1928–2018)                   | 1987       | socha, bílý cement, mramorová drť                        | osazeno 1986; před školou                              |
| Tři keramické plastiky pro atrium základní školy                |                                                                            | Svídnická 599/1a 50°7′41,88″ s. š., 14°24′30,88″ v. d.                                       | Helena Samohelová (*1941)                  | 1987       | sousoší, keramika                                        | základní škola, atrium                                 |
| Lamy                                                            | Kategorie „Llamas statues (Prague, Troja)“ na Wikimedia Commons            | Trojská 800/196 50°7′14,45″ s. š., 14°24′54,12″ v. d.                                        | Lukáš Rais (*1975)                         | 2007       | kov                                                      | Botanická zahrada                                      |
| Fontána na nádvoří zámku Troja (†)                              | Kategorie „North fountain at Troja Castle“ na Wikimedia Commons            | U Trojského zámku 1/4 50°6′59,94″ s. š., 14°24′46,64″ v. d.                                  | M. Míšek, Vít Olmr, Otakar Kuča            | 1989       | fontána; měď, zlato                                      | Zámek Troja, odstraněno roku 2015                      |
| Mříže do provozního dvora v zámku Troja                         |                                                                            | U Trojského zámku 1/4 50°6′53,71″ s. š., 14°24′42,27″ v. d.                                  | Jaromír Bruthans (*1943)                   | 1989       | mříž; slitiny železa                                     | Zámek Troja                                            |
| Paridův soud v areálu zámku Troja                               |                                                                            | U Trojského zámku 1/4 50°6′55,19″ s. š., 14°24′48,35″ v. d.                                  | Stanislav Hanzík Otakar Kuča Jan Bačkovský | 1989       | socha; pískovec                                          | Zámek Troja, zahradní parter                           |
| Treláž v zahradním parteru zámku Troja                          |                                                                            | U Trojského zámku 1/4 50°6′55,19″ s. š., 14°24′48,35″ v. d.                                  | Jan Bačkovský Jiří Belda Otakar Kuča       | 1989       | treláž; ocel                                             | Zámek Troja, zahradní parter                           |
| Tři desky z bronzu pro portály vstupů do areálu zámku Troja (†) |                                                                            | U Trojského zámku 1/4 50°6′59,46″ s. š., 14°24′46,5″ v. d.                                   | M. Míšek, Vít Olmr, K. Barták, Karel Mráz  | 1989       | informační systém; měď                                   | Zámek Troja                                            |
| Vstupní brána pro zámek Troja                                   |                                                                            | U Trojského zámku 1/4 50°7′0,44″ s. š., 14°24′43,08″ v. d.                                   | Jaromír Bruthans (*1943)                   | 1987–1988  | mříž; slitina železa                                     | Zámek Troja                                            |
| Brána                                                           |                                                                            | U Trojského zámku 1/4 50°6′53,3″ s. š., 14°24′50,26″ v. d.                                   | Hugo Demartini (1931–2010)                 | 1989       | brána; ocel                                              | Zámek Troja                                            |
| Dětské hry                                                      | Kategorie „Dětské hry (Věra Beránková-Ducháčková)“ na Wikimedia Commons    | U Trojského zámku 120/3 50°6′57,58″ s. š., 14°24′36,87″ v. d.                                | Věra Beránková-Ducháčková (1909–1994)      | 1950–1960  | socha; bronz                                             | Zoo Praha, původně se nacházela ve vestibulu FN Motol  |
| Kanec                                                           | Kategorie „Kanec (Jiří Kryštůfek)“ na Wikimedia Commons                    | U trojského zámku 120/3 50°7′11,19″ s. š., 14°24′7,69″ v. d.                                 | Jiří Kryštůfek (1932–2014)                 | 1956       | socha; pískovec                                          | Zoo Praha                                              |
| Kondor                                                          | Kategorie „Kondor (Jiří Bíma)“ na Wikimedia Commons                        | U trojského zámku 120/3 50°7′1,34″ s. š., 14°24′21,97″ v. d.                                 | Jiří Bíma (1923-1998)                      | 1957       | socha; žula                                              | Zoo Praha                                              |
| Kozorožec                                                       | Kategorie „Billy Goat in Prague Zoo“ na Wikimedia Commons                  | U trojského zámku 120/3 50°7′0,67″ s. š., 14°24′22,47″ v. d.                                 | Vincenc Vingler (1911–1981)                | 1958       | socha; bronz                                             | Zoo Praha                                              |
| Kůň Převalského                                                 | Kategorie „Statue of Equus przewalskii in Prague Zoo“ na Wikimedia Commons | U trojského zámku 120/3 50°7′2,83″ s. š., 14°24′18,93″ v. d.                                 | Vincenc Vingler (1911–1981)                | 1966       | socha; bronz                                             | Zoo Praha                                              |
| Mravenci                                                        | Kategorie „Iron model of ants in Prague Zoo“ na Wikimedia Commons          | U trojského zámku 120/3 50°7′1,3″ s. š., 14°24′40″ v. d.                                     | Eva Šťastná (*1944)                        | 1971       | socha, kov                                               | Zoo Praha                                              |
| Pelikáni                                                        | Kategorie „Statues of pelicans in Prague Zoo“ na Wikimedia Commons         | U trojského zámku 120/3 50°6′58,81″ s. š., 14°24′37,59″ v. d.                                | Vincenc Vingler (1911–1981)                | 1950       | socha; bronz                                             | Zoo Praha                                              |
| Pijící šelma                                                    | Kategorie „Pijící šelma (Václav Frydecký)“ na Wikimedia Commons            | U trojského zámku 120/3 50°7′0,77″ s. š., 14°24′24,13″ v. d.                                 | Václav Frydecký (1931–2011)                | 1955       | socha, pískovec                                          | Zoo Praha                                              |
| Pomník MVDr. Zdeňka Jaroše                                      | Kategorie „Monument to Zdeněk Jaroš“ na Wikimedia Commons                  | U trojského zámku 120/3 50°7′1,78″ s. š., 14°24′15,48″ v. d.                                 | Magdalena Jetelová (*1946)                 | 1980–1989  | socha; pískovec                                          | Zoo Praha                                              |
| Prastará moudrost                                               |                                                                            | U trojského zámku 120/3 50°7′0,66″ s. š., 14°24′35,53″ v. d.                                 | Karel Kronych (*1926)                      | 1986       | socha; vápenec                                           | Zoo Praha                                              |
| Skleněný reliéf (†)                                             |                                                                            | U trojského zámku 120/3 50°7′0,2″ s. š., 14°24′39,48″ v. d.                                  | Pavel Trnka (*1948)                        | 1987       | reliéf; sklo                                             | Zoo Praha, u hlavního vchodu                           |
| Tři postavy                                                     | Kategorie „Tři postavy (Miloslav Chlupáč)“ na Wikimedia Commons            | U trojského zámku 120/3 50°7′9,78″ s. š., 14°24′3,64″ v. d.                                  | Miloslav Chlupáč (1920–2008)               | 1970; 1984 | socha; pískovec                                          | Zoo Praha původně určeno pro Leninovu třídu (Evropská) |
| Umělecká výzdoba pavilonu tlustokožců                           |                                                                            | U trojského zámku 120/3 50°7′7,21″ s. š., 14°24′29,95″ v. d.                                 | Ladislav Chochole (*1931)                  | 1972       |                                                          | Zoo Praha                                              |